# Semu
Semu (du chinois : 色目 ; pinyin : sèmù, également appelés 色目人, sèmùrén) est le nom de la seconde classe hiérarchique des personnes, telle qu'établie en Chine sous la dynastie Yuan, mongole, au XIIIe siècle.

## Définition
La classe des semu regroupait les groupes ethniques résident en Chine venus d'Asie centrale, d'Asie occidentale et d'Europe. Elle comprenait de 23 à 31 catégories.
Hiérarchiquement, le statut des semu était inférieur à celui des Mongols et supérieur à celui des Chinois, qui étaient eux-mêmes divisés en Chinois du Nord et, inférieurs à eux, Chinois du Sud (de l'ancien empires des Song du Sud). L'aristocratie mongole considérait les semu comme étant des « compagnons (tóngbàn, 同伴) ».
Cette discrimination envers les Chinois s'inscrivait dans un principe de hiérarchisation institutionnalisé depuis des siècles. Lorsqu'en 1125 les Jurchen Khitan ont renversé les Liao, ils ont maintenu une administration et un système juridique dualistes, basé sur le principe de la personnalité des lois. Et les Mongols Yuan ont hérité l'essentiel de leur législation chinoise.